# Horti Borromaici
Horti è il parco che l'Almo Collegio Borromeo di Pavia ha inaugurato nel settembre 2022 come spazio pubblico, nel quale si intrecciano habitat naturali, arte contemporanea, riflessione culturale, impegno etico, equità e inclusione sociale.

## Storia
L’area dove ora sorgono gli Horti era in origine suddivisa in diverse proprietà, con edifici e giardini annessi. Nel corso dell'Ottocento l’Almo Collegio Borromeo (fondato da San Carlo Borromeo nel 1561) acquisisce i vari terreni e li unifica in una vasta area coltivata a ortaglie e frutteti, per il sostentamento dei suoi stessi alunni. L'area ha conservato una destinazione agricola fino alla seconda metà del XX secolo, non venendo intaccata dalla grande espansione urbanistica che ha interessato Pavia negli anni Cinquanta e Sessanta del Novecento.
Nel 2020 l’Almo Collegio Borromeo decide di riqualificare l’area, aprendola gratuitamente a tutti dal settembre 2022 grazie a un progetto fondato su tre temi principali: la natura, l’arte e l’etica.

### Darsena
Horti include il luogo dove sorgeva l'antica darsena della flotta del ducato di Milano. La darsena era la sede del capitano della flotta (che aveva giurisdizione civile e militare su tutte le acque interne, laghi compresi, del ducato) ed era il luogo dove la navi venivano costruite, riparate e custodite. La darsena sorse nel 1378 e fu allargata e dotata di mura e fortificazioni tra il 1435 e il 1451 ed era provvista di tre cassine che occupavano una superficie di 5.840 metri quadrati. La darsena venne distrutta dalle artiglierie francesi durante l'assedio del 1524-1525.

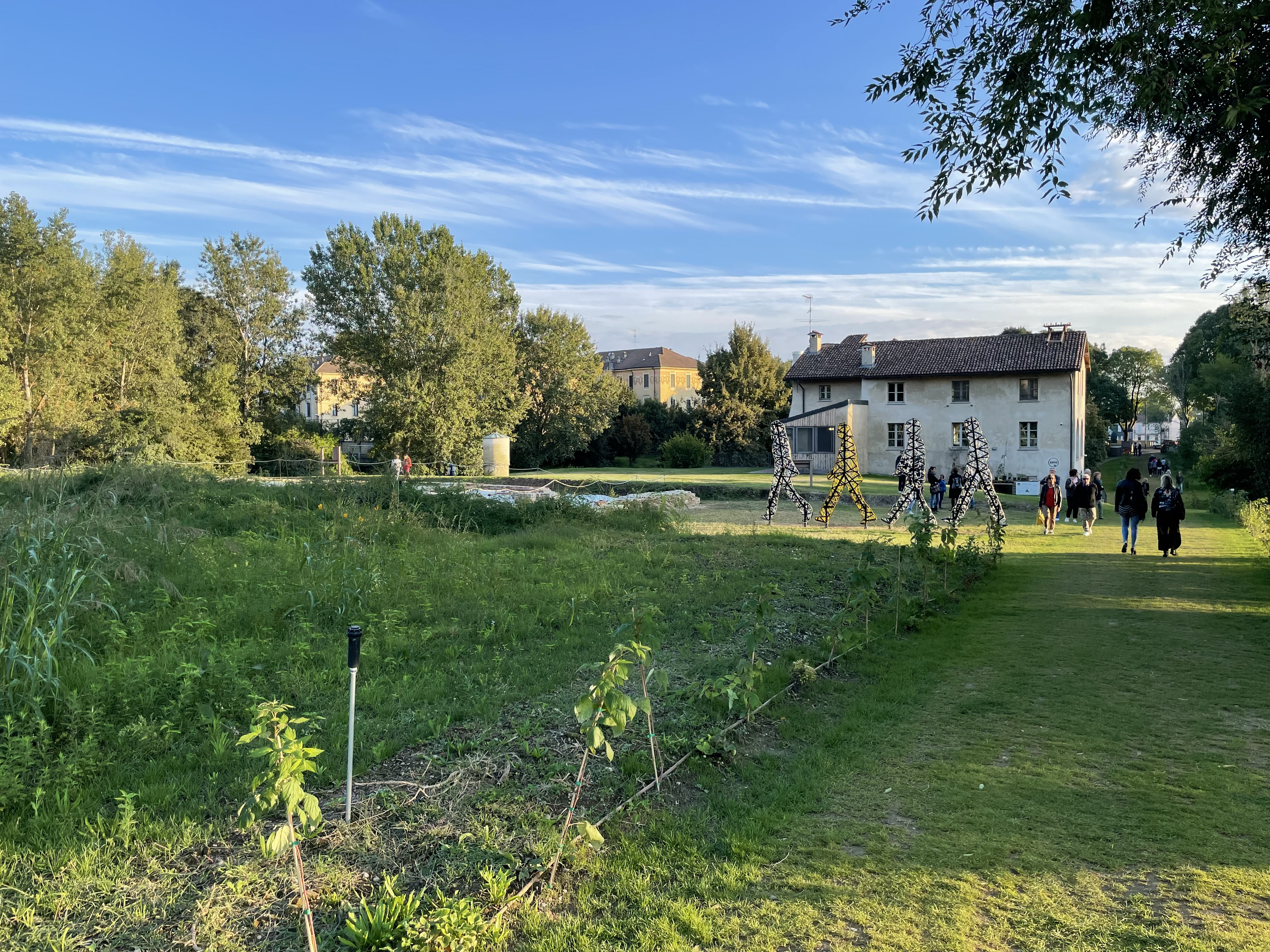
L’interno degli Horti.
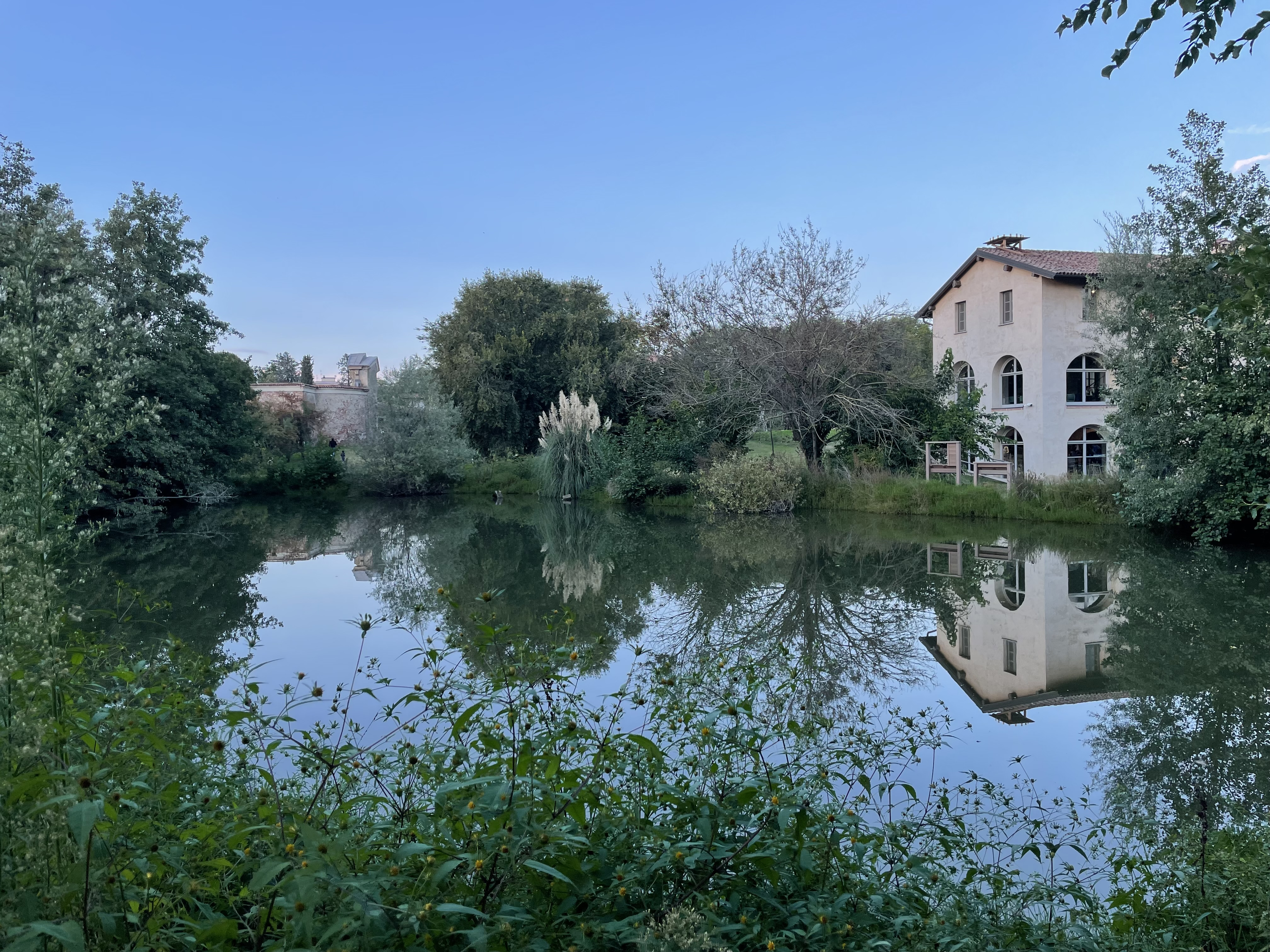
Una delle aree umide degli Horti con alle spalle il casale del XVI secolo.
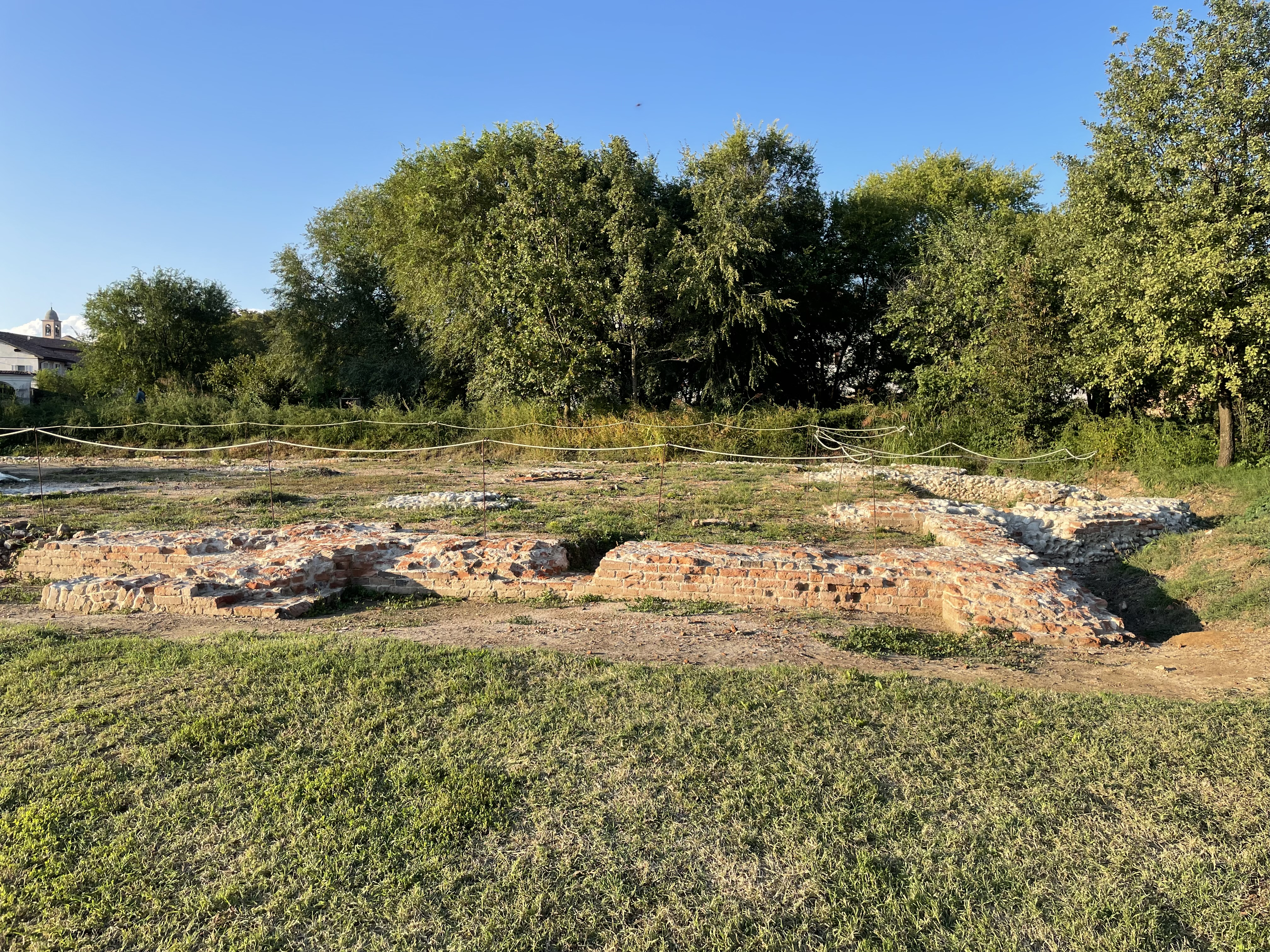
I resti della chiesa di San Marco in Monte Bertone.

## Descrizione
Gli Horti sono una vasta area verde che si estende per una superficie di circa 3,5 ettari nel centro storico di Pavia, tra il Collegio Borromeo e il Ticino, nella quale si intrecciano habitat naturali, arte contemporanea, riflessione culturale e impegno etico.
Il parco di Horti include varie strutture architettoniche di diverse epoche.

### San Marco in Monte Bertone
La chiesa è menzionata per la prima volta nel 1118 e nel XIII secolo fu elevata al rango di parrocchia. Nel 1537 si insediarono i padri Cappuccini, che all'inizio del Seicento si trasferirono nella vicina chiesa di Sant'Antonio da Padova e furono sostituiti dai Minimi di San Francesco da Paola, che a loro volta si spostarono nel 1715 nelle chiesa di San Francesco da Paola. La chiesa venne sconsacrata alla fine del Settecento e trasformata in magazzino; fu poi acquistata con tutta l’area verde annessa dal Collegio Borromeo e poi demolita nel 1822. Sono oggi visibili i resti della chiesa romanica, riportati alla luce dagli scavi archeologici intrapresi nel 2019 attraverso la collaborazione tra l’Università degli studi di Pavia e diverse università italiane.

### Cascinale
Edificio su tre piani di costruzione secentesca, utilizzato come “casa dell’ortolano” nel periodo in cui la zona di Horti era coltivata. Attualmente ospita Horti bistrot, il punto ristoro del parco. 

### Partitore delle acque
Piccola struttura secentesca collegata al muro di cinta del parco, un tempo aveva la funzione di ripartire le acque che qui giungevano dal fossato del Castello Visconteo per irrigare le ortaglie e i giardini della zona.

### Pio Luogo Pertusati
Edificio settecentesco, dotato di una piccola chiesa, fondato grazie al lascito del Vescovo di Pavia Francesco Pertusati per ospitare persone bisognose. In seguito al trasferimento dell’istituto in altro luogo della città, l’edificio venne acquistato dal Collegio Borromeo agli inizi dell’Ottocento. 
La chiesa, sconsacrata da decenni, dopo un lavoro di riqualificazione, costituisce oggi Horti extra Art, sala polivalente a servizio del parco, che ospita l’opera d’arte The Chapel Drawings Borromeo dell’artista britannico David Tremlett. Il resto dell’edificio, restaurato negli anni Settanta del Novecento, è utilizzato dal Collegio come Sezione Laureati, per ospitare masteristi, dottorandi e ricercatori universitari.

## Natura
Il parco comprende una vasta area naturalistica, che include diversi habitat per valorizzare e salvaguardare la biodiversità.
Sono presenti due specchi d’acqua e un ruscello artificiali, a ricreare un ambiente lacustre e uno stagnante, spazi boschivi grazie alla piantumazione di oltre 5.000 alberi e arbusti autoctoni, aree tenute a prato raso e altre in cui la vegetazione è lasciata crescere spontaneamente. Questa varietà di habitat favorisce l’approdo e la conservazione dell’avifauna locale (tra cui cicogna bianca, airone cenerino, germano reale, martin pescatore, picchio rosso…). Piante aromatiche, festuche fini e fiori sono inoltre fonte di nutrimento per le api degli alveari ospitati nel parco.

## Arte
Gli Horti sono anche un’importante area espositiva en plein air di arte contemporanea. 
Le opere esposte sono sia frutto di donazioni e depositi – in particolare dalla Fondazione Arnaldo Pomodoro – sia create appositamente per il parco (site specific). Tra le opere esposte si possono annoverare:
- Arnaldo Pomodoro, Triade, 1979[6] (sculture che erano già state esposte a Pavia dal 1985 al 2002).
- Nicola Carrino, Modulo Costruttivo L, 1969-2007[7].
- Marco Lodola, Abbey Road.
- Luigi Mainolfi, Sole gabbia, 1997[8].
- Mauro Staccioli, Uguale-contrario, 2003[9].
- Alberto Ghinzani, Teatro dell'assenza.
- Salvatore Cuschera, Omaggio a E. Chillida[10].
- Gianfranco Pardi, Box, 2001[11].
- Giovanna Fra, Timelapse, 2019
- Costantino Ruggeri, I trasparenti, 1974

Opere site specific: 
- ivan, In.seme.
- David Tremlett, 10 Coloured Geometric Performers.
- David Tremlett, Chapel Drawings - Borromeo.

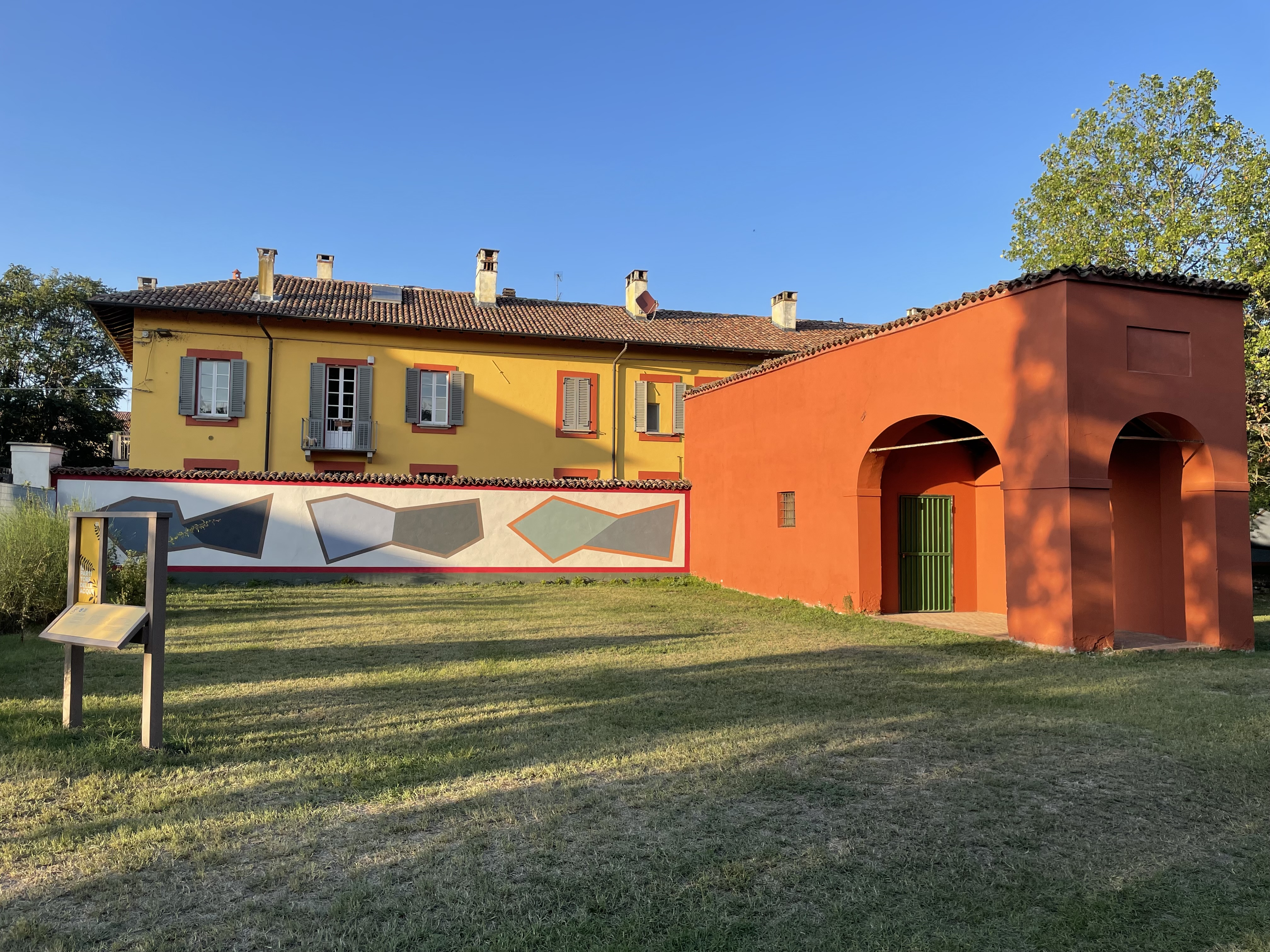
David Tremlett, Wall Drawing OUT.
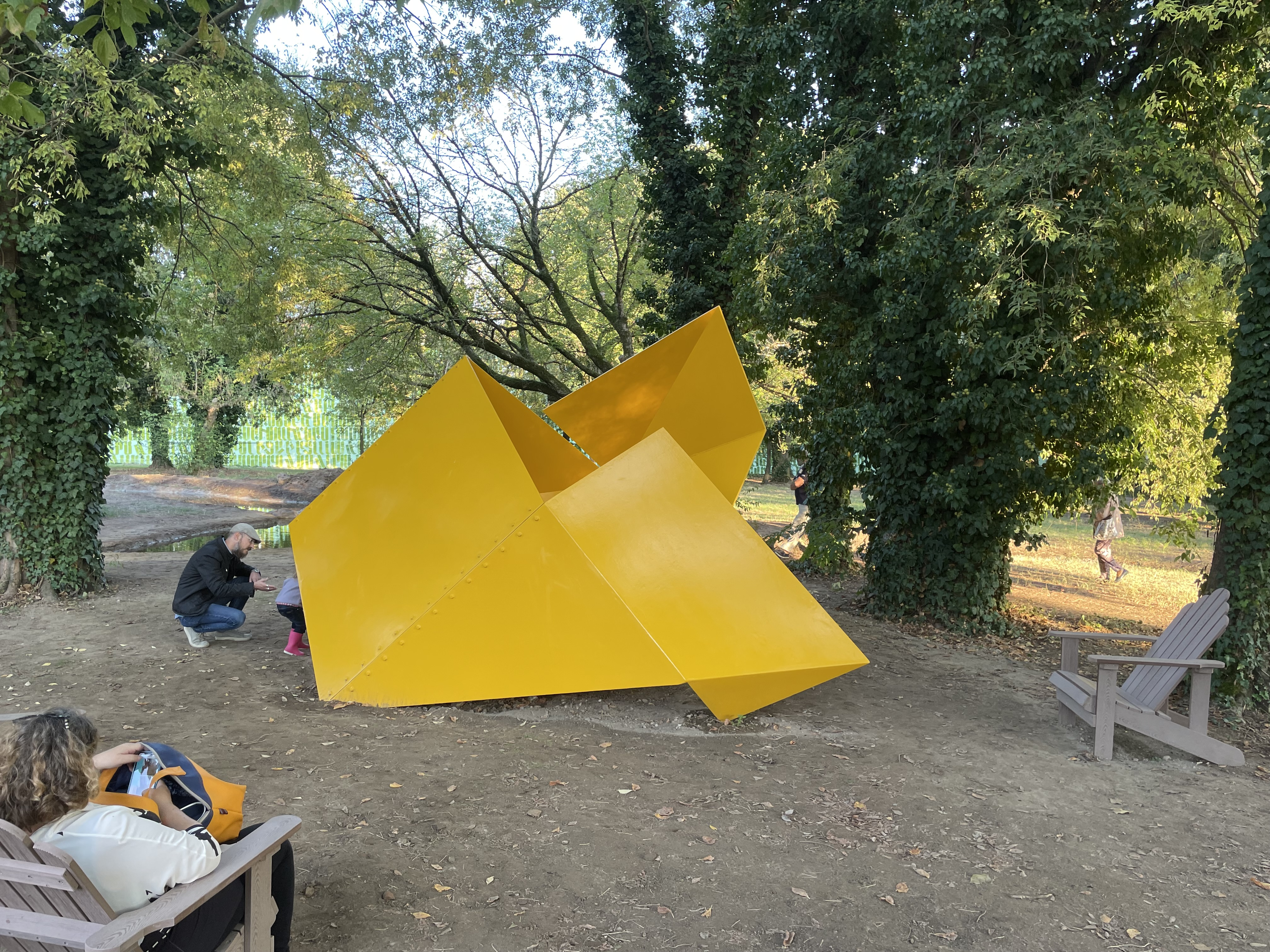
Gianfranco Pardi, Box, 2001.
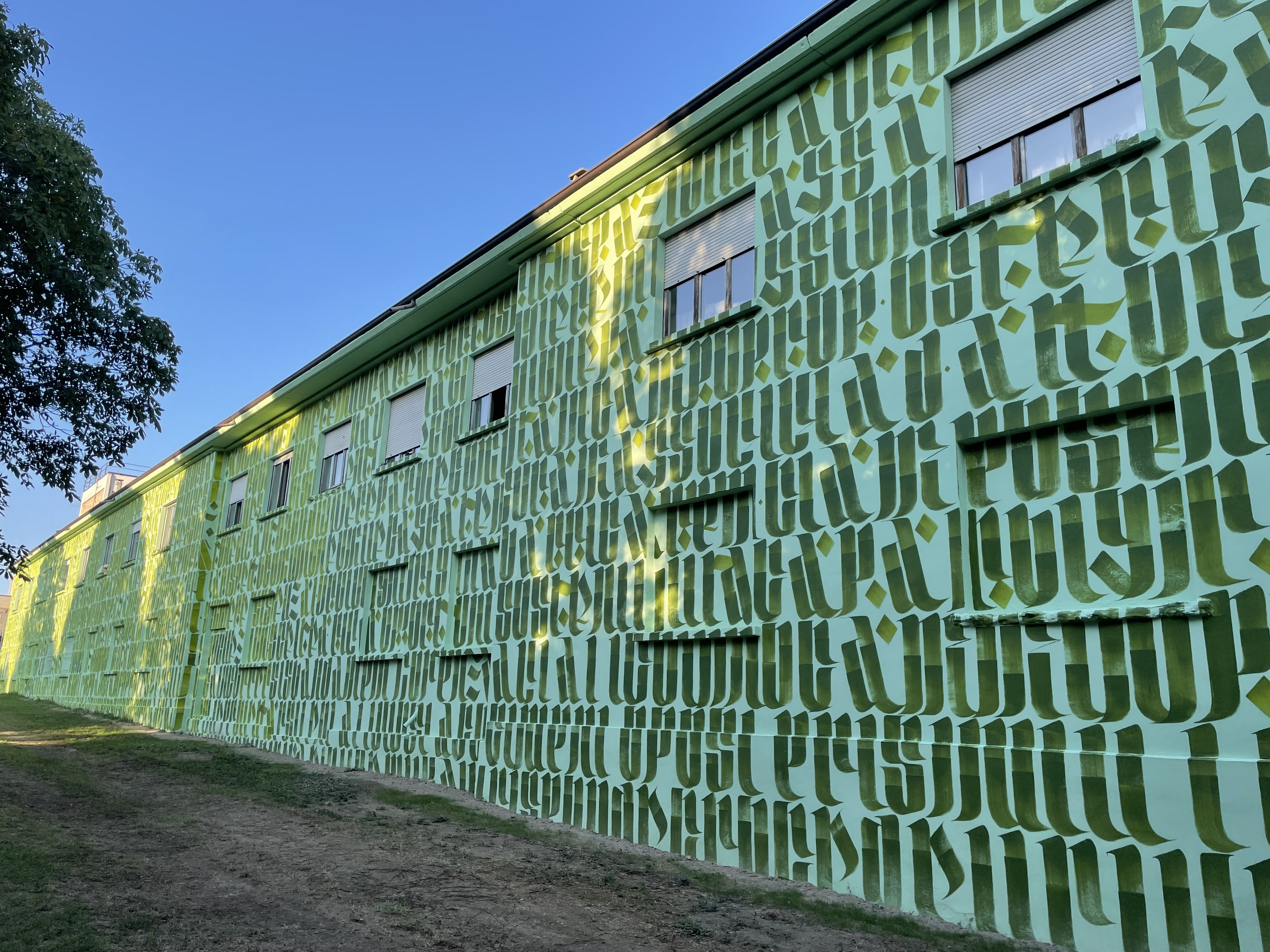
Ivan Tresoldi, Chi getta semi al vento.
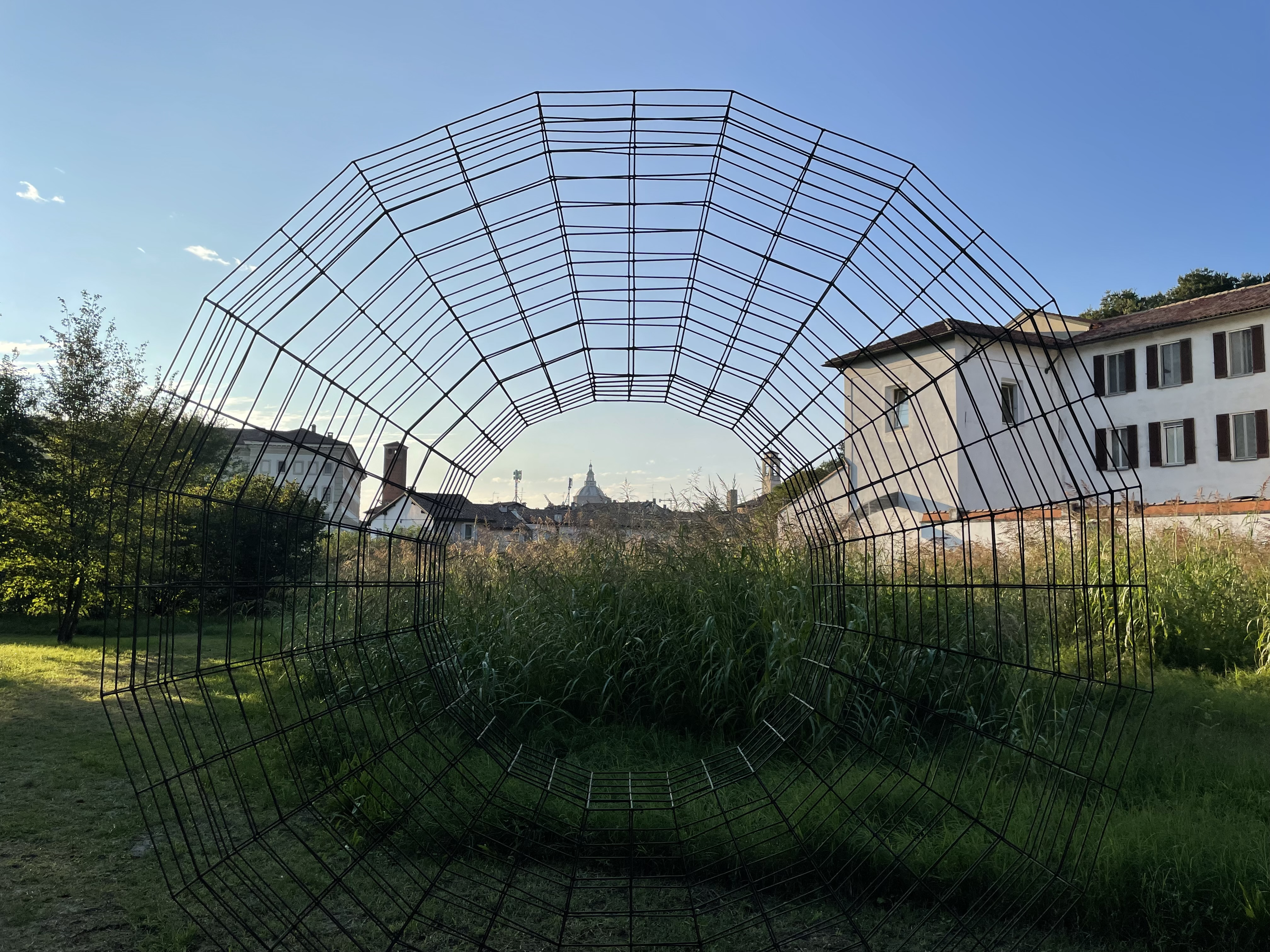
Luigi Mainolfi, Sole gabbia, 1997.
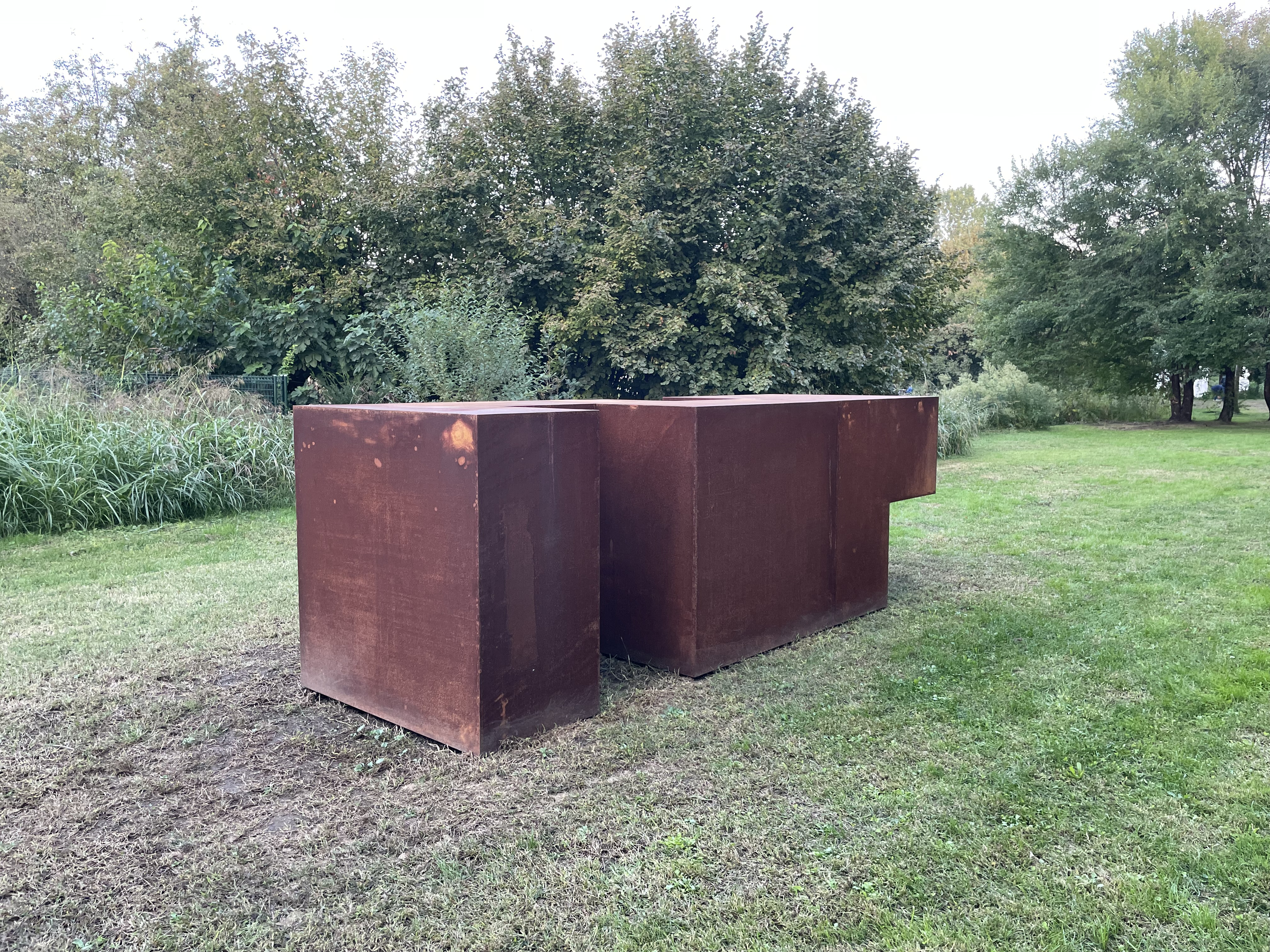
Nicola Carrino, Modulo Costruttivo L, 1969-2007.

## Etica
“Il tema della bellezza non ci soddisfaceva ancora, c’era un aspetto che secondo noi doveva essere coniugato necessariamente con il tema della bellezza che è il tema della giustizia. Ovvero, per come consideriamo noi il tema della bellezza esso non può fermarsi a una mera esteticità, quando piuttosto deve andare in profondità. Quindi abbiamo pensato che questo luogo dovesse diventare un’oasi vera e propria, sia dal punto di vista naturalistico, sia dal punto di vista artistico, ma anche dal punto di vista etico. Un luogo in cui, come per una pianta, si potesse scommettere e riscommetere sulla vita delle persone, soprattutto sulle persone marginali." (Alberto Lolli, rettore dell'Almo Collegio Borromeo e ideatore di Horti)
Il progetto di Horti nasce con lo scopo di mettere a disposizione del pubblico un ampio spazio verde, favorendo un’esperienza armoniosa di contatto con la bellezza della natura e dell’arte e promuovendo una forte vocazione all’impegno etico, alla sensibilità ecologica, all’equità e all’inclusione sociale, come testimoniano le iniziative culturali promosse dal Centro Studi di Horti, al fine di instaurare dialoghi aperti interdisciplinari, eventi come l’inaugurazione nel 2023 della panchina gialla in memoria di Giulio Regeni, in presenza dei suoi genitori, e collaborazioni con realtà del territorio come l’Oasi di Sant’Alessio e la comunità della Casa del Giovane di Pavia.